# Santa Croce del Sannio
Santa Croce del Sannio – miejscowość i gmina we Włoszech, w regionie Kampania, w prowincji Benewent.
Według danych na I 2009 gminę zamieszkiwało 1008 osób przy gęstości zaludnienia 61,8 os./1 km².